# Представницькі органи місцевого самоврядування в Україні
Представни́цький о́рган місце́вого самоврядува́ння — виборний орган (рада), який складається з депутатів і відповідно до Закону наділяється правом представляти інтереси територіальної громади і приймати від її імені рішення. Наявність представницького органу, що обирається членами територіальної громади — необхідна ознака місцевого самоврядування.
Місце представницького органу в системі місцевого самоврядування досить чітко окреслено в Європейській Хартії місцевого самоврядування, яка віддає їм пріоритет відносно інших органів місцевого самоврядування:
|  | місцеве самоврядування здійснюється радами або зборами, члени яких вільно обираються таємним голосуванням на основі прямого, рівного, загального виборчого права і які можуть мати підзвітні їм виконавчі органи (ст. 3) |

Це положення Хартії отримало логічний розвиток в Законі України «Про місцеве самоврядування в Україні», який закріплює пріоритетне значення представницьких органів шляхом встановлення їх виключної компетенції (ст. 26). До представницьких органів Конституція України та Закон України «Про місцеве самоврядування в Україні» відносять сільські, селищні, міські ради — вони представляють сільські, селищні, міські громади та здійснюють від їх імені та в їх інтересах функції і повноваження місцевого самоврядування, визначені Конституцією та законами України.
Обласні та районні ради є органами місцевого самоврядування, що представляють спільні інтереси територіальних громад сіл, селищ, міст, у межах повноважень, визначених Конституцією України, Законом України «Про місцеве самоврядування в Україні» та іншими законами, а також повноважень, переданих їм сільськими, селищними, міськими радами.

### Кількість депутатів місцевих рад
Загальний склад (кількість депутатів) місцевої ради становить при чисельності виборців:
| до 1000 виборців  | 12 депутатів |
| 1000 — 3000       | 14           |
| 3000 — 5000       | 22           |
| 5000 — 20 000     | 26           |
| 20 000 — 50 000   | 34           |
| 50 000 — 100 000  | 36           |
| 100 000 — 250 000 | 42           |
| 250 000 — 500 000 | 54           |
| 500 000 — 1 000   | 64           |
| 1 000 — 2 000     | 84           |
| понад 2 000       | 120          |

## Повноваження
Визначаючи повноваження, Закон України «Про місцеве самоврядування в Україні» у ст. 25 виділяє загальну компетенцію міської ради, в межах якої вона правомірна розглядати та вирішувати питання, віднесені Конституцією та законами України до її відання. У ст. 26 цього Закону визначена виключна компетенція міської ради, тобто ті питання, які:
- розглядаються обраними представниками територіальної громади — депутатами;
- обговорюються колегіальним органом — радою;
- вирішуються, виключно, на її пленарних засіданнях;
- не мають права передаватися іншим органам влади і посадовим особам для їх вирішення.

До них відносять повноваження, які можна поділити на кілька окремих груп:
- із організаційної роботи ради: визначення відповідно до закону кількісного складу ради; затвердження регламенту ради; обрання за рекомендацією міського, селищного, сільського голови та звільнення з посади секретаря ради; затвердження плану роботи ради та заслуховування звіту про його виконання;
- із формування органів ради: утворення та ліквідація постійних комісій ради, затвердження та зміна їх складу; обрання голів постійних комісій; утворення виконавчого комітету ради, визначення його кількісного та персонального складу; внесення змін до складу виконавчого комітету та його розпуск; затвердження, за рекомендацією голови, структури виконавчих органів ради; утворення, за поданням голови, інших виконавчих органів ради тощо.
- із контролю за діяльністю голови та виконавчих органів ради: заслуховування звіту міського голови про діяльність виконавчих органів ради; заслуховування звітів постійних комісій, керівників виконавчих органів ради та посадових осіб, які вона призначає або затверджує; розгляд запитів депутатів; прийняття рішень щодо дотермінового припинення повноважень голови, посадових осіб органів місцевого самоврядування; скасування актів виконавчих органів ради, що не відповідають вимогам чинного законодавства;
- для безпосереднього вирішення питань, віднесених до відання місцевого самоврядування: управління районами в містах, прийняття рішень щодо реалізації населенням форм волевиявлення; затвердження програм розвитку міста; затвердження місцевого бюджету, внесення змін до нього; повноваження у сфері управління комунальною власністю, в галузі захисту довкілля, захисту прав, свобод і законних інтересів громадян.

## Сесії
Відповідна рада проводить свою роботу сесійно.
Сесія ради складається з пленарних засідань ради, а також засідань постійних комісій ради. Сесії ради скликаються: сільської, селищної, міської — відповідно сільським, селищним, міським головою, а районної у місті — головою ради в міру необхідності, але не менше одного разу на квартал. Сесія ради є правомочною, якщо в її пленарному засіданні бере участь більше половини депутатів від загального складу ради.
Робочими органами сесії є лічильна і редакційна комісії, а також секретаріат ради. Лічильна комісія створюється для підрахунку голосів і обирається радою за пропозицією головуючого, за звичай, з трьох депутатів за алфавітним переліком. Зі свого складу лічильна комісія обирає голову. У роботі лічильної комісії не можуть брати участь депутати, кандидатури яких включено до бюлетенів таємного голосування. Редакційна комісія обирається радою процедурним рішенням за пропозицією головуючого із числа депутатів. У її роботі беруть участь автори проекту ухвали. Секретаріат створюється для забезпечення роботи ради. У своїй діяльності він керується відповідним положенням, що затверджується радою.

## Рішення
Місцеві ради, в межах своїх повноважень, приймають нормативні акти у формі рішень. Місцева рада може приймати рішення у формі:
- ухвали — рішення ради, прийняте в межах її компетенції для досягнення певної цілі, що спричинює певні юридичні наслідки. Ці рішення є обов'язковими для виконання на території, підвідомчій раді;
- доручення — рішення ради, що стосуються органу чи посадової особи ради, і містять зобов'язання або повноваження одноразової дії;
- звернення — рішення ради, звернене до непідпорядкованих їй суб'єктів із закликом до певних дій або ініціатив;
- заяви — рішення ради, що містить у собі виявлення позиції ради з певних питань;
- процедурного рішення — рішення прийнятого радою з процедурних питань (про перерву в засіданні, проведення додаткової реєстрації, перерахунок голосів).

Загалом рішення ради приймаються на пленарному засіданні після його обговорення. Проте, якщо жоден депутат не заперечує, то воно може прийнятися і без обговорення.
Рішення у п'ятиденний термін з часу його прийняття підписує головуючий на засіданні ради. Упродовж цього терміну воно може бути зупинено головою і повторно винесено на розгляд ради із обґрунтуванням зауважень. У цьому випадку рада зобов'язана повторно розглянути це рішення і відхилити вказані зауваги або прислухатись до них. Якщо рада підтвердила попереднє рішення двома третинами голосів від загального складу ради, воно набирає чинності.
Рішення ради нормативно-правового характеру набирають чинності з дня їх офіційного оприлюднення, якщо радою не встановлено пізніший термін. Ухвали ради нормативно-правового характеру публікуються не пізніше, як 20-денний термін після їх прийняття.

## Постійні та тимчасові депутатські комісії
Місцеві ради визначають перелік, функціональну спрямованість і порядок організації роботи постійних комісій, які готують питання на сесії рад, здійснюють контроль за виконанням їх рішень тощо. Комісії ради — орган, що утворюється для виконання певних функцій чи проведення відповідних організаційних заходів. Постійні комісії обираються на першій сесії ради з числа її депутатів у складі голови та її членів, які працюють у комісіях на громадських засадах. До складу постійних комісій не можуть бути обрані:
- міський, селищний, сільський голова;
- секретар місцевої ради.

Члени постійних комісій ради обираються за списком з урахуванням їх компетентності у тій чи іншій галузі, професіоналізму, побажань самих депутатів. Проте вони можуть змінити своє членство у постійних комісіях, написавши про це заяву на ім'я голови і прийняття відповідного рішення на пленарному засіданні. Постійні комісії за дорученням ради або за власною ініціативою попередньо розглядають проекти програм соціально-економічного і культурного розвитку, місцевого бюджету, звіти про виконання програм і бюджету, вивчають і готують питання про стан та розвиток відповідних галузей господарського і соціально-культурного будівництва, інші питання, які вносяться на розгляд ради, розробляють проекти рішень ради та готують висновки з цих питань, виступають на сесіях ради з доповідями і співдоповідями. Вони також попередньо розглядають кандидатури осіб, які пропонуються для обрання, затвердження, призначення або погодження відповідною радою, готують висновки з цих питань.
Рекомендації постійних комісій підлягають обов'язковому розгляду органами, підприємствами, установами, організаціями, посадовими особами, яким вони адресовані. Про результати розгляду і вжиті заходи повинно бути повідомлено комісіям у встановлений ними строк.
Голову постійної комісії рада може відкликати в будь-який час. Пропозиції про це можуть внести: голова, секретар ради, постійна комісія ради, третина депутатів від загальної кількості відповідної ради.
Рішення про створення тимчасової контрольної комісії вважається прийнятим, якщо за це проголосувало не менше 1/3 від загального складу ради. Тимчасові та постійні комісії діють на основі регламентів рад та інших актів.